# 麗々亭柳橋 (4代目)
四代目 麗々亭 柳橋（れいれいてい りゅうきょう、1860年10月28日（万延元年9月15日） - 1900年8月21日）は、落語家。本名∶斉藤 亀吉。柳派に所属。父は三代目麗々亭柳橋。弟は講談師二代目桃川如燕、同じく落語家の五代目麗々亭柳橋という芸人一家。

## 経歴
父の薦めで11歳で時計屋に小僧奉公に行かされるも嫌がって脱走した。
15歳の1874年に父に入門、春風亭小柳を名乗り、5年で真打昇進。
その後1878年6月に父が柳叟を襲名したことに伴い四代目麗々亭柳橋を襲名。
1895年には柳派の中で内紛が起きて離脱し三遊派に身を投じるが、1899年には和解し柳派に復帰。1900年7月に腸胃病で体調を崩し引退。翌月病死した。

## 活動
坐り踊りで人気を博す。落語は三代目譲りの人情噺が得意だった。

## 弟子
- 瀧川鯉橋
- 春風斎柳一（奇術師）
- 麗々亭柳松
- 麗々亭柳左衛門
- 麗々亭柳輔
- 麗々亭鯉橋
- 麗々亭柳蛙